# Bonshō
Bonshō (Japonés: 梵鐘, Campana del templo), también conocido como tsurigane (釣り鐘, campana colgante del templo) u ōgane(大鐘, gran campana) son grandes campanas que se encuentran en los templos budistas de todo Japón, que se utiliza para convocar a los monjes a la oración y a demarcar períodos de tiempo. En lugar de que contiene un badajo, el bonshō se golpea desde el exterior, utilizando un mazo de mano o una viga suspendida en cuerdas.
Las campanas son generalmente hechas de bronce, con una forma de molde de fundición prescindible. Por lo general se aumentan y adornan con una variedad de patrones, bandas e inscripciones. La primera de estas campanas en Japón está fechada alrededor de 600 DC, aunque el diseño general es de mucho antes de su origen y comparte algunas de las características que se observan en las antiguas campanas chinas. Las campanas tienen un sonido penetrante y el tono dominante llega a distancias considerables, lo que llevó a su uso como señales, cronometradores y alarmas. Además, se cree que el sonido de la campana tiene propiedades sobrenaturales; se cree, por ejemplo, que se puede escuchar en el inframundo. El significado espiritual de bonshō juega un papel importante en las ceremonias budistas, particularmente en las fiestas de Año Nuevo y O-bon. A lo largo de la historia de Japón estas campanas se han asociado con historias y leyendas, tanto de ficción, como la Campana Benkei de Mii-dera, e histórico, como la campana de Hōkō-ji. En los tiempos modernos, bonshō se han convertido en símbolos de la paz mundial.

## Origen
El bonshō se deriva del bianzhong (henshō 編鐘 en japonés), un antiguo instrumento chino que comprende una serie de campanas afinadas. Una mayor campana adicional, que con el tiempo se convirtió en el bonshō, fue utilizado como un dispositivo de ajuste y una citación a los oyentes a asistir a un recital bianzhong. Según la leyenda, el primer bonshō puede haber venido de China a Japón a través de la península de Corea . El Nihon Shoki registra que Ōtomo sin Satehiko llevó tres campanas de bronce a Japón en 562 como botín de guerra de Goguryeo.

## Construcción
El bonshō se hace en una sola pieza utilizando dos moldes, un núcleo y una envoltura, en un proceso que es en gran parte sin cambios desde el periodo Nara (710-784). El núcleo está construido a partir de una cúpula de ladrillos apilados hecha de arena endurecida, mientras que para la cáscara se hace uso de un tablero suavizador. Esta es una tabla de madera larga y plana con forma de la sección transversal de la campana que se hace girar alrededor de un eje vertical para dar forma a la arcilla utilizada para el molde. Las inscripciones y decoraciones son talladas o estampadas en la arcilla. La cáscara se coloca sobre el núcleo para crear un espacio estrecho, en el que el bronce fundido se vierte a una temperatura de más de 1050 °C. La relación de la aleación es generalmente alrededor de 17:3 de cobre y estaño; la mezcla exacta (así como la velocidad del proceso de enfriamiento) pueden alterar el tono del producto final. Después de que el metal ha enfriado y solidificado, el molde se retira rompiéndolo, por lo tanto, uno nuevo tiene que ser creado para cada campana. El proceso tiene un alto índice de fracaso; sólo alrededor del 50 por ciento de las piezas fundidas tienen éxito en el primer intento, sin grietas o imperfecciones.
El vaciado es tradicionalmente acompañado por el canto de sutras budistas, que puede durar varias horas. a los documentos de oración budistas, se agregan ramitas de morera sagrado y otras ofrendas ceremoniales de bronce fundido durante el proceso de fundición.
Hay diversos componentes de una campana del templo:
- Ryūzu 竜頭, el mango en forma de dragón en la parte superior de la campana, en la que se lleva o se cuelga
- Kasagata 笠形, la corona en forma de cúpula de la campana
- Chichi o nyū 乳, cabecera alrededor de la parte superior de la campana para mejorar su resonancia
- Koma no tsume 駒の爪, eborde inferior
- Tsuki-za 撞座, panel llamativo, un punto reforzado donde se golpea la campana. A menudo está decorado con un motivo de loto budista.
- Tatsuki 竜貴, bandas decorativas horizontales
- Mei-bun 銘文, inscripción (a menudo mostrando la historia de la campana)
- Shu-moku 手木, la viga de madera que cuelga utilizada para golpear la tsuki-za

Algunas campanas conservan impresiones lineales derivados de articulaciones en el molde utilizado; no se eliminan durante el revestimiento refractario, pero son considerados como un aspecto de la belleza total de la campana. La apariencia del timbre y sonido están destinadas a estar en consonancia con la estética wabi-sabi de Japón.

## Sonido
Los bonshō se golpean el exterior, ya sea con un martillo o una viga suspendida en lugar de un badajo interno. El sonido de la campana se compone de tres partes. En primer lugar es el atari, el impacto del golpe. Una campana bien hecha debe producir un tono claro limpio. El sonido inicial del golpe es seguido inmediatamente por la oshi prolongado, la reverberación que sonando después de que se golpeó la campana. Esto es más alto en el tono y es un ruido sordo con un aire triste, rico en armónicos; tiene una duración de hasta diez segundos. Finalmente viene la Okuri o decadencia, la resonancia que se escucha como la vibración de la campana se apaga, que puede durar hasta un minuto. También hay sobretonos armónicos continuos que se escuchan en todo el tañido de la campana. Estos tonos múltiples crean un perfil de tono complejo.
El tono bajo y profundo de resonancia de la campana permiten que el sonido para viaje grandes distancias; un gran bonshō se puede escuchar hasta 32 kilómetros de distancia en un día claro. El tono de la campana se juzga cuidadosamente por sus creadores, y una diferencia de un solo Hercio en la frecuencia fundamental puede exigir que la campana sea refundida de cero.

## Función y significado
Los bonshō son ubicados en los templos budistas, por lo general en un edificio especialmente designado o torre de llama shōrō鐘楼. Se utilizan para marcar el paso del tiempo, y para llamar a los monjes a los servicios litúrgicos. En el budismo, el sonido de la campana se considera calmante e induce un ambiente propicio para la meditación. Debido a su forma (con los hombros inclinados y una base plana) las campanas son vistos como representaciones de Buda sentado, y se le da el mismo respeto; al golpear la campana primero se harán tres inclinaciones ante ella, tal como lo harían ante una estatua de Buda.
El sonido sonoro de la campana se utilizó también para advertir de tifones inminentes y como alerta general. Debido a que el tañido de una campana del templo se podía oír a distancias considerables, también fue utilizado a veces para otros fines de señalización; hay registros de que las campanas del templo que se utilizan para la comunicación militar desde ya en la Guerra Genpei (1180-1185 DC). Versiones más pequeñas fueron posteriormente fabricadas para el uso en el campo de batalla, ya que las grandes campanas del templo son demasiado pesadas y difícil de manejar para el transporte. Estos bonshō más pequeños se utilizan principalmente como alarmas para advertir de ataques enemigos; comandos se les dio el uso de tambores y caracolas.
Como parte de las celebraciones del Año nuevo japonés, las personas hacen cola para hacer sonar las campanas del templo 108 veces en una ceremonia conocida como Joyanokane (除夜の鐘 - Campanas en la víspera de Año Nuevo); los 108 repiques de la campana están destinadas a purgar la humanidad de los 108 tentaciones terrenales. Durante el Festival budista O-bon, se usa un tipo especial de bonshō llamado ōkubo-ōgane (大久保大鐘, gran campana hueca). Esta campana se cuelga por encima de un pozo, y se cree que el sonido de la campana resuena en el pozo en el mundo terrenal, para convocar a los espíritus de los muertos. Al final de la fiesta, otro bonshō, llamado okurikane (送り鐘, campana de alimentación), se toca para enviar a los espíritus hacia atrás y para representar el final del verano.
Durante la Segunda Guerra Mundial la demanda de metales para el esfuerzo de guerra dio lugar a que muchas campanas se fundieran como chatarra. Como resultado, los que sobrevivieron son generalmente considerados como importantes artefactos históricos. Más de 70.000 campanas (aproximadamente el 90 por ciento de la bonshō entonces existentes) fueron destruidas de esta manera. Sin embargo, la producción rápida de las campanas durante el período de la posguerra hicieron que en 1995 el número de campanas del templo en Japón ha vuelto a los niveles anteriores a la guerra.
En la segunda mitad del siglo XX, la World Peace Bell Association fue creada en Japón, con el propósito de financiar la fundición de campanas de templo para ser colocado en todo el mundo como símbolo de la paz. Bonshō también han sido fundido en respuesta a los desastres naturales como el Terremoto y tsunami de Japón de 2011; varias comunidades afectadas encargaron campanas para conmemorar el evento.
El bonshō se ha utilizado ocasionalmente como instrumento musical en composiciones modernas. El sonido grabado de las campanas del templo fue utilizado en la pieza Olympic Campanology de Toshiro Mayuzumi, utilizado para abrir los Juegos Olímpicos de Tokio 1964. Una campana del templo también se utiliza en la pieza Lamia de Jacob Druckman, en el que se toca mientras está colocado en la parte superior de un timbal. compositores modernos para percusión han usado a veces la campana del templo para reemplazar el sonido ahora comunes del tam-tam orquestal.